# Zahirociko, Jîdaciv
Zahirociko (în ucraineană Загірочко) este localitatea de reședință a comunei Zahirociko din raionul Jîdaciv, regiunea Liov, Ucraina.

## Demografie
Componența lingvistică a localității Zahirociko
     Ucraineană (99,89%)
Conform recensământului din 2001, majoritatea populației localității Zahirociko era vorbitoare de ucraineană (99,89%), existând în minoritate și vorbitori de alte limbi.